# Habenaria hatschbachii
Habenaria hatschbachii là một loài thực vật có hoa trong họ Lan. Loài này được Pabst mô tả khoa học đầu tiên năm 1976.